# Adam Griger
Adam Griger (Prešov, 16 marzo 2004) è un calciatore slovacco, attaccante dello Hradec Králové in prestito dal Granada.

## Carriera

### Club
È cresciuto nei settori giovanili di Tatran Prešov, Poprad e Zemplín Michalovce, con cui ha debuttato l'8 agosto 2020 nell'incontro di Superliga perso 2-0 contro lo Spartak Trnava. Il 22 dicembre seguente è stato acquistato dal LASK, che lo ha assegnato al proprio club affiliato del Juniors OÖ. Il 1º settembre 2022 è passato in prestito con opzione di acquisto al Cagliari, dove ha trascorso una stagione nella formazione Primavera giocando un solo incontro di Serie B, il 21 gennaio 2023 contro il Cittadella.
Il 4 settembre 2023 è passato in prestito al Granada che lo ha assegnato alla propria formazione B in Primera Federación. Riscattato nel mercato invernale, il 10 settembre 2024 è andato in prestito allo Hradec Králové.

### Nazionale
Ha giocato nelle nazionali giovanili slovacca Under-18, Under-19 ed Under-20.
Nel 2023 è stato selezionato dalla Slovacchia Under-20 per disputare il Campionato mondiale di calcio Under-20 2023.

## Statistiche

### Presenze e reti nei club
Statistiche aggiornate al 15 febbraio 2025.
| Stagione          | Squadra            | Campionato        | Campionato | Campionato | Coppe nazionali | Coppe nazionali | Coppe nazionali | Coppe continentali | Coppe continentali | Coppe continentali | Altre coppe | Altre coppe | Altre coppe | Totale | Totale | Totale |
| Stagione          | Squadra            | Comp              | Pres       | Reti       | Comp            | Pres            | Reti            | Comp               | Pres               | Reti               | Comp        | Pres        | Reti        | Pres   | Reti   |        |
| ----------------- | ------------------ | ----------------- | ---------- | ---------- | --------------- | --------------- | --------------- | ------------------ | ------------------ | ------------------ | ----------- | ----------- | ----------- | ------ | ------ | ------ |
| 2020-gen. 2021    | Zemplín Michalovce | SL                | 5          | 0          | CS              | 0               | 0               | -                  | -                  | -                  | -           | -           | -           | 5      | 0      |        |
| gen.-giu. 2021    | LASK               | BL                | 4          | 0          | CA              | 0               | 0               | -                  | -                  | -                  | -           | -           | -           | 4      | 0      |        |
| 2021-2022         | LASK               | BL                | 1          | 0          | CA              | 0               | 0               | UECL               | 0                  | 0                  | -           | -           | -           | 1      | 0      |        |
| Totale LASK       | Totale LASK        | Totale LASK       | 5          | 0          |                 | 0               | 0               |                    | 0                  | 0                  |             | -           | -           | 5      | 0      |        |
| gen.-giu. 2021    | Juniors OÖ         | 2L                | 4          | 1          | -               | -               | -               | -                  | -                  | -                  | -           | -           | -           | 4      | 1      |        |
| 2021-2022         | Juniors OÖ         | 2L                | 23         | 3          | -               | -               | -               | -                  | -                  | -                  | -           | -           | -           | 23     | 3      |        |
| 2022-2023         | Juniors OÖ         | RL                | 2          | 0          | -               | -               | -               | -                  | -                  | -                  | -           | -           | -           | 2      | 0      |        |
| Totale Juniors OÖ | Totale Juniors OÖ  | Totale Juniors OÖ | 29         | 4          |                 | -               | -               |                    | -                  | -                  |             | -           | -           | 29     | 4      |        |
| 2022-2023         | Cagliari           | B                 | 1          | 0          | CI              | 0               | 0               | -                  | -                  | -                  | -           | -           | -           | 1      | 0      |        |
| 2023-2024         | Granada B          | PF                | 23         | 1          | -               | -               | -               | -                  | -                  | -                  | -           | -           | -           | 23     | 1      |        |
| 2024-2025         | Hradec Králové     | 1L                | 15         | 3          | CRC             | 1               | 1               | -                  | -                  | -                  | -           | -           | -           | 16     | 4      |        |
| Totale carriera   | Totale carriera    | Totale carriera   | 45         | 2          |                 | 1               | 1               |                    | 0                  | 0                  |             | -           | -           | 55     | 2      |        |